# Liquescenza
Nella notazione del canto gregoriano, la notazione vaticana differenzia talvolta dei neumi con una taglia più minuta: si tratta di neumi liquescenti.

La liquescenza viene tradotta graficamente nella forma del neuma corsivo solitamente con un raccorciamento o un arricciamento del tratto.
Il fenomeno della liquescenza compare quando l'articolazione di una sillaba con la seguente si ottiene con una consonante liquida sull'ultima nota di un gruppo: le nasali M, N, NG/NC, GN (gentes, omnis, summo, sanguis, sanctus, agnus), la laterale L e le I e U semiconsonanti (eius, autem, laudat). Queste consonanti o semiconsonanti sono cantate all'altezza corrispondente, come lo sarebbero delle vocali, ma l'articolazione resta ostacolata nella pronuncia. Rinchiusa nell'emissione della bocca, la nota perde la metà non della sua durata, ma della sua forza. La natura di queste articolazioni richiede che la voce passi dall'una all'altra con fluidità e divenendo per così dire liquida, da qui il nome di "liquescenza".

## Neumi speciali
Tre neumi cambiano il loro nome quando diventano liquescenti:
- il cephalicus sostituisce la clivis.
- l'epiphonus sostituisce il podatus.
- l'ancus sostituisce il climacus.

Il torculus mantiene il proprio nome anche quando è liquescente.

Sul punctum isolato, nella notazione quadrata, la liquescenza non viene rappresentata, anche se l'articolazione mantiene le stesse regole.
Per quanto riguarda l'interpretazione, i neumi liquescenti mostrano in tutta evidenza una maniera di interpretare correttamente le articolazioni delle consonanti sulle quali si trovano. Ma l'effetto utilizzato dall'interpretazione tradizionale resta oscuro.
Nelle notazioni corsive, i neumi liquescenti comprendono allo stesso tempo anche il punctum e lo strophicus.

## Vocalizzazione dell'articolazione tra vocali
Come deve essere vocalizzata dunque l'articolazione tra vocali?
- L'edizione vaticana suggerisce semplicemente che l'emissione vocale è resa sorda il tempo in cui l'articolazione tra le vocali sia fatta correttamente " Per la forza delle sillabe, la voce passando dall'una all'altra si fonde; in modo tale che, compressa nella bocca, non la si vede finire, perde circa la metà non della sua durata, ma della sua potenza.
- Da parte sua la "Paléographie musicale" suggerisce di intercalare una leggera vocalizzazione tra le consonanti, così che una parola come confundantur, per esempio, sia pronunciata quasi come conefunedanetur.
- La natura delle consonanti "liquide" (l, m, n, r), che hanno dato il loro nome a questo fenomeno, si presta ugualmente ad una certa vocalizzazione prolungando in una maniera sorda la vocale precedente. Questo tipo di articolazione può essere ugualmente applicato  alle liquescenze che si trovano solo su una semplice "m" o "j", senza articolazione tra consonanti, e ugualmente a "gn" (agnus) o a "s" isolata se si suppone che venga vocalizzata "z".

Globalmente, si può ritenere che l'articolazione liquescente prenda un certo tempo, durante il quale le consonanti devono essere correttamente articolate e che questa articolazione produca un effetto udibile in rapporto a ciò che sarebbe un concatenamento semplice tra sillabe.

## Tempo di articolazione
Il tempo di articolazione deve quindi essere dedotto dalla nota precedente, preso sulla seguente o aggiunto alle due?
- La nota più piccola dell'edizione vaticana non si deve prestare a controsensi: non si tratta di diminuire la durata globale della nota, la notazione corsiva mostra al contrario che questi neumi hanno una finale graficamente aumentata.
- L'interpretazione usuale, che consiste nel raccorciare la vocale precedente (liquescenza diminutiva), è molto probabilmente corretta nella maggior parte dei casi. È ciò che indica la forma diminuita del neuma nella notazione quadrata e nello stesso tempo il fatto che la nota corrispondente è debole e spesso è scomparsa nella melodia nel corso dei secoli.